# Ecchinswell
Ecchinswell – wieś w Anglii, w hrabstwie Hampshire, w dystrykcie Basingstoke and Deane. Leży 31 km na północ od miasta Winchester i 83 km na zachód od Londynu.